# A Família Baxter
A Família Baxter (em inglês:   The Baxters) é uma série de televisão americana de drama familiar baseada na série de livros Redemption de Karen Kingsbury, desenvolvida por Roma Downey e transmitida no Prime Video em 28 de março de 2024.

## Trama
A série acompanha Elizabeth e John Baxter e seus cinco filhos adultos enquanto eles passam por diversas jornadas de aprendizado na vida.  A força dos laços familiares será testada inúmeras vezes. O amor e a fé  cristã evangélica permitem que eles se encontrem.

## Elenco
- Roma Downey : Elizabeth Baxter
- Ted McGinley : John Baxter
- Ali Cobrin : Kari Baxter Jacobs
- Masey McLain : Ashley Baxter
- Josh Pl:se : Luke Baxter
- Reilly Anspaugh : Erin Baxter Hogan
- Emily Peterson : Brooke Baxter West
- Cassidy Gifford : Reagan Peters
- Jake Allyn : Ryan Taylor
- Orel De La Mota : Landon Blake
- Loren Escandon : Pastor Mariana
- Jake Farree : Sam Hogan
- Jaclyn Chantell : Erika
- Alexa Sutherland : Lori Callahan
- Asher Morrissette : Cole Baxter
- Brandon Hirsch : Tim Jacobs
- Taylour Paige : Angela Manning
- Kai Caster : Dirk Bennett
- Eve Sigall : Irvel

## Produção
Roma Downey adquiriu os direitos de adaptação da série de livros "Redemption" de Karen Kingsbury e trabalhou no desenvolvimento da série spin-off A Família Baxter por 10 anos, até sua estreia em 2024.

## Lançamento
As três primeiras temporadas foram lançadas simultaneamente no Prime Video em 28 de março de 2024. 